# الألمانية السويسرية
الألمانية السويسرية (الألمانية القياسية: Schweizerdeutsch، الألمانية الأليمانية: Schwiizerdütsch، Schwyzerdütsch، Schwiizertüütsch، Schwizertitsch Mundart، وأخريات؛ الرومانشية: Svizzers Tudestg) هو أي من اللهجات المحكية أليمانية في سويسرا الناطقة بالألمانية وفي بعض جبال الألب المجتمعات المحلية في شمال إيطاليا على الحدود مع سويسرا. في بعض الأحيان، يتم تجميع اللهجات الألمانية في اللغات الأخرى مع الألمانية السويسرية أيضًا، ولا سيما لهجات ليختنشتاين وفورارلبرغ النمساوية، والتي ترتبط ارتباطًا وثيقًا بلهجات سويسرا.  
لغويًا، تنقسم اللغة الأليمانية إلى الدنيا والعليا، والتي يتم التحدث بها جميعًا داخل سويسرا وخارجها. الاستثناء الوحيد داخل سويسرا الناطقة بالألمانية هو بلدية سامنون حيث يتم التحدث بلهجة بافاريا. السبب في أن لهجات «الألمانية السويسرية» تشكل مجموعة خاصة هو استخدامهم غير المقيد تقريبًا كلغة منطوقة في جميع حالات الحياة اليومية تقريبًا، في حين أن استخدام لهجات الألمانية في بلدان أخرى مقيد أو مهدد بالانقراض. [بحاجة لمصدر]
يجب عدم الخلط بين لهجات الألمانية السويسرية والألمانية السويسرية الموحدة، ومجموعة متنوعة من الألمانية القياسية المستخدمة في سويسرا. معظم الناس في ألمانيا لا يفهمون الألمانية السويسرية. لذلك، عندما يتم عرض مقابلة مع متحدث سويسري ألماني على شاشة التلفزيون الألماني، تكون الترجمة مطلوبة. على الرغم من أن اللغة الألمانية السويسرية هي اللغة الأم، إلا أن طلاب المدارس السويسرية منذ سن 6 سنوات يتعلمون اللغة الألمانية القياسية السويسرية في المدرسة وبالتالي فهم قادرون على فهم والكتابة والتحدث باللغة الألمانية القياسية بقدرات مختلفة تستند أساسًا إلى مستوى التعليم.

## استعمال
على عكس معظم اللغات الإقليمية في أوروبا الحديثة، فإن اللغة الألمانية السويسرية هي اللغة المنطوقة اليومية لغالبية جميع المستويات الاجتماعية في المدن الصناعية، وكذلك في الريف. هناك بعض الإعدادات حيث يتم التحدث باللغة الألمانية قياسية أو مهذبة، على سبيل المثال، في اثناء الحصص المدرسية (ولكن ليس أثناء فترات الراحة في دروس المدرسة، حيث سيتحدث المعلمون اللهجة الدارجة مع الطلاب)، في البرلمانات متعددة اللغات (البرلمانات الفيدرالية وعدد قليل من الكانتونات والبلديات)، في بث الأخبار الرئيسية أو بحضور متحدثين غير أليمانيين. يُطلق على هذا الموقف «ازدواجية لغوية»، حيث أن اللغة المحكية هي اللهجة بشكل أساسي، في حين أن اللغة المكتوبة هي أساسًا (لغة سويسرية متنوعة) الألمانية القياسية.
في عام 2014، كان حوالي 87 ٪ من الأشخاص الذين يعيشون في سويسرا الناطقة بالألمانية يستخدمون الألمانية السويسرية في حياتهم اليومية.
الألمانية السويسرية مفهومة للناطقين بلهجات ألمانية أخرى، ولكنها غير مفهومة إلى حد كبير لمتحدثي الألمانية القياسية، بما في ذلك للناطقين بالفرنسية أو الإيطالية الناطقة بالإيطالية الذين يتعلمون الألمانية القياسية في المدرسة. وعادة ما يطلق عليها الناطقين باللغة الألمانية السويسرية على شاشات التلفزيون أو في الأفلام أو مترجمة إذا كانت معروضة في ألمانيا.
تستخدم الأميش السويسريين في مقاطعة آدمز، إنديانا، ومستوطنات ابنتهما شكلاً من أشكال اللغة الألمانية السويسرية.

## الفونولوجيا علم الأصوات الكلامية

### الحروف الساكنة
|           | الشفة              | اللسان وسقف الفم   | Postalveolar      | حلقي              | مزماري  |
| --------- | ------------------ | ------------------ | ----------------- | ----------------- | ------- |
| أنفي      | ‎[[\|m]]‏ - ‎[[\|mː]]‏ | ‎[[\|n]]‏ - ‎[[\|nː]]‏ |                   | ‎[[\|ŋ]]‏           |         |
| قف        | ‎[[\|b̥]]‏ - ‎[[\|p]]‏  | ‎[[\|d̥]]‏ - ‎[[\|t]]‏  |                   | ‎[[\|ɡ̊]]‏ - ‎[[\|k]]‏ |         |
| Affricate | ‎[[\|p͡f]]‏           | ‎[[\|t͡s]]‏           | ‎[[\|t͡ʃ]]‏          | ‎[[\|k͡x]]‏          |         |
| احتكاكي   | ‎[[\|v̥]]‏ - ‎[[\|f]]‏  | ‎[[\|z̥]]‏ - ‎[[\|s]]‏  | ‎[[\|ʒ̊]]‏ - ‎[[\|ʃ]]‏ | ‎[[\|ɣ̊]]‏ - ‎[[\|x]]‏ | ‎[[\|h]]‏ |
| شبه صامت  | ‎[[\|ʋ]]‏            | ‎[[\|l]]‏ - ‎[[\|lː]]‏ | ‎[[\|j]]‏           |                   |         |
| Rhotic    |                    | ‎r‏                  |                   |                   |         |

### الحروف المتحركة
|                       | أمامي   | أمامي   | وسط         | عودة              |
| المقربة               | مدور    |         | وسط         | عودة              |
| --------------------- | ------- | ------- | ----------- | ----------------- |
| قريب                  | ‎[[\|i]]‏ | ‎[[\|y]]‏ |             | ‎[[\|u]]‏           |
| القريب من مسافة قريبة | ‎[[\|ɪ]]‏ | ‎[[\|ʏ]]‏ |             | ‎[[\|ʊ]]‏           |
| انهيار متوسطة         | ‎[[\|e]]‏ | ‎[[\|ø]]‏ | ‎[[\|ə]]‏     | ‎[[\|o]]‏           |
| فتح في منتصف          | ‎[[\|ɛ]]‏ | ‎[[\|œ]]‏ |             | [ ‎[[\|ɔ]]‏ ]       |
| افتح                  | ‎[[\|æ]]‏ |         | [ ‎[[\|a]]‏ ] | ‎[[\|ɒ]]‏ ~ ‎[[\|ɑ]]‏ |